# Tour Down Under 2025
El Tour Down Under de 2025 és una competició d'etapes de ciclisme de carretera que es disputà entre el 21 i el 26 de gener a Austràlia. Tingué lloc a Adelaida ( Austràlia del Sud) i fou la 25a edició del Tour Down Under i la primera competició de l'UCI World Tour 2025.
L'equatorià Jhonatan Narváez (UAE Team Emirates XRG) va proclamar-se'n guanyador. L'espanyol Javier Romo (Movistar Team) en fou el subcampió i el neozelandès Finn Fisher-Black (Red Bull-Bora-Hansgrohe) completà el podi. L'australià Sam Welsford (Red Bull-Bora-Hansgrohe) guanyà la classificació dels punts; el seu compatriota Fergus Browning (UniSA-Australia) la de la muntanya; el danès Albert Withen Philipsen (Lidl-Trek) la dels joves i el Lidl-Trek la d'equips.

## Equips
Hi competiren els divuit equips UCI WorldTeam, un UCI ProTeam i un equip nacional.
| WorldTeams (18)- Alpecin-Deceuninck - Arkéa-B&B Hotels - Bahrain-Victorious - Cofidis - Decathlon AG2R La Mondiale Team - EF Education-EasyPost - Groupama-FDJ - Ineos Grenadiers - Intermarché-Wanty - Lidl-Trek - Movistar Team - Red Bull-BORA-hansgrohe - Soudal Quick-Step - Team Jayco AlUla - Team Picnic-PostNL - Team Visma \| Lease a Bike - UAE Team Emirates XRG - XDS Astana Team ProTeam- Israel-Premier Tech Equip nacional amb nom de patrocionador- UniSA-Australia |
| |

## Etapes
| Etapa    | Data      | Ciutats d'etapa              | type                    | Distància (km) | Desnivell (m) | Vencedor de l'etapa    | Líder de la general    |
| -------- | --------- | ---------------------------- | ----------------------- | -------------- | ------------- | ---------------------- | ---------------------- |
| 1a etapa | 21 de gen | Prospect – Gumeracha         | etapa plana             | 150,7          | 1.595 m       | Sam Welsford           | Sam Welsford           |
| 2a etapa | 22 de gen | Tanunda – Tanunda            | etapa accidentada       | 128,8          | 1.253 m       | Sam Welsford           | Sam Welsford           |
| 3a etapa | 23 de gen | Norwood – Uraidla            | etapa accidentada       | 147,5          | 2.648 m       | Javier Romo            | Javier Romo            |
| 4a etapa | 24 de gen | Glenelg – Victor Harbor      | etapa plana             | 157,2          | 2.027 m       | Bryan Coquard          | Javier Romo            |
| 5a etapa | 25 de gen | McLaren Vale – Willunga Hill | etapa de mitja muntanya | 145,7          | 1.764 m       | Jhonatan Narváez Prado | Jhonatan Narváez Prado |
| 6a etapa | 26 de gen | Adelaida – Adelaida          | etapa plana             | 90             | 627 m         | Sam Welsford           | Jhonatan Narváez Prado |

## Desenvolupament de la cursa

### Etapa 1
21 gener 2025 — Prospect a Gumeracha, 150.7 km

| \| Classificació de l'etapa \| Classificació de l'etapa \| Classificació de l'etapa \| Classificació de l'etapa \| Classificació de l'etapa \| \| Corredor \| Corredor \| Equip \| Temps \| \| \| ------------------------ \| ------------------------ \| -------------------------- \| ------------------------ \| ------------------------ \| \| 1r \| Sam Welsford \| Red Bull-Bora-Hansgrohe \| 3h 26' 38" \| \| \| 2n \| Matthew Brennan \| Team Visma \\| Lease a Bike \| + 0" \| \| \| 3r \| Matthew Walls \| Groupama-FDJ \| + 0" \| \| \| 4t \| Tim Torn Teutenberg \| Lidl-Trek \| + 0" \| \| \| 5è \| Ben Swift \| Ineos Grenadiers \| + 0" \| \| \| 6è \| Simon Dehairs \| Alpecin-Deceuninck \| + 0" \| \| \| 7è \| Corbin Strong \| Israel-Premier Tech \| + 0" \| \| \| 8è \| Rui Oliveira \| UAE Team Emirates XRG \| + 0" \| \| \| 9è \| Phil Bauhaus \| Bahrain Victorious \| + 0" \| \| \| 10è \| Jacopo Mosca \| Lidl-Trek \| + 0" \| \| |                     |                            |            |
| |                     |                            |            |
| Font: ProCyclingStats |                     |                            |            |
| Classificació de l'etapa |                     |                            |            |
| Corredor | Corredor            | Equip                      | Temps      |
| 1r | Sam Welsford        | Red Bull-Bora-Hansgrohe    | 3h 26' 38" |
| 2n | Matthew Brennan     | Team Visma \| Lease a Bike | + 0"       |
| 3r | Matthew Walls       | Groupama-FDJ               | + 0"       |
| 4t | Tim Torn Teutenberg | Lidl-Trek                  | + 0"       |
| 5è | Ben Swift           | Ineos Grenadiers           | + 0"       |
| 6è | Simon Dehairs       | Alpecin-Deceuninck         | + 0"       |
| 7è | Corbin Strong       | Israel-Premier Tech        | + 0"       |
| 8è | Rui Oliveira        | UAE Team Emirates XRG      | + 0"       |
| 9è | Phil Bauhaus        | Bahrain Victorious         | + 0"       |
| 10è | Jacopo Mosca        | Lidl-Trek                  | + 0"       |

| Classificació de l'etapa | Classificació de l'etapa | Classificació de l'etapa   | Classificació de l'etapa | Classificació de l'etapa |
| Corredor                 | Corredor                 | Equip                      | Temps                    |                          |
| ------------------------ | ------------------------ | -------------------------- | ------------------------ | ------------------------ |
| 1r                       | Sam Welsford             | Red Bull-Bora-Hansgrohe    | 3h 26' 38"               |                          |
| 2n                       | Matthew Brennan          | Team Visma \| Lease a Bike | + 0"                     |                          |
| 3r                       | Matthew Walls            | Groupama-FDJ               | + 0"                     |                          |
| 4t                       | Tim Torn Teutenberg      | Lidl-Trek                  | + 0"                     |                          |
| 5è                       | Ben Swift                | Ineos Grenadiers           | + 0"                     |                          |
| 6è                       | Simon Dehairs            | Alpecin-Deceuninck         | + 0"                     |                          |
| 7è                       | Corbin Strong            | Israel-Premier Tech        | + 0"                     |                          |
| 8è                       | Rui Oliveira             | UAE Team Emirates XRG      | + 0"                     |                          |
| 9è                       | Phil Bauhaus             | Bahrain Victorious         | + 0"                     |                          |
| 10è                      | Jacopo Mosca             | Lidl-Trek                  | + 0"                     |                          |

| \| Classificació general \| Classificació general \| Classificació general \| Classificació general \| Classificació general \| \| Corredor \| Corredor \| Equip \| Temps \| \| \| --------------------- \| ---------------------- \| -------------------------- \| --------------------- \| --------------------- \| \| 1r \| Sam Welsford \| Red Bull-Bora-Hansgrohe \| 3h 26' 28" \| \| \| 2n \| Matthew Brennan \| Team Visma \\| Lease a Bike \| + 4" \| \| \| 3r \| Zac Marriage \| UniSA-Australia \| + 5" \| \| \| 4t \| Matthew Walls \| Groupama-FDJ \| + 6" \| \| \| 5è \| Bastien Tronchon \| Decathlon-AG2R La Mondiale \| + 7" \| \| \| 6è \| Fergus Browning \| UniSA-Australia \| + 7" \| \| \| 7è \| Jhonatan Narváez Prado \| UAE Team Emirates XRG \| + 9" \| \| \| 8è \| Tim Torn Teutenberg \| Lidl-Trek \| + 10" \| \| \| 9è \| Ben Swift \| Ineos Grenadiers \| + 10" \| \| \| 10è \| Simon Dehairs \| Alpecin-Deceuninck \| + 10" \| \| |                        |                            |            |
| |                        |                            |            |
| Font: ProCyclingStats |                        |                            |            |
| Classificació general |                        |                            |            |
| Corredor | Corredor               | Equip                      | Temps      |
| 1r | Sam Welsford           | Red Bull-Bora-Hansgrohe    | 3h 26' 28" |
| 2n | Matthew Brennan        | Team Visma \| Lease a Bike | + 4"       |
| 3r | Zac Marriage           | UniSA-Australia            | + 5"       |
| 4t | Matthew Walls          | Groupama-FDJ               | + 6"       |
| 5è | Bastien Tronchon       | Decathlon-AG2R La Mondiale | + 7"       |
| 6è | Fergus Browning        | UniSA-Australia            | + 7"       |
| 7è | Jhonatan Narváez Prado | UAE Team Emirates XRG      | + 9"       |
| 8è | Tim Torn Teutenberg    | Lidl-Trek                  | + 10"      |
| 9è | Ben Swift              | Ineos Grenadiers           | + 10"      |
| 10è | Simon Dehairs          | Alpecin-Deceuninck         | + 10"      |

| Classificació general | Classificació general  | Classificació general      | Classificació general | Classificació general |
| Corredor              | Corredor               | Equip                      | Temps                 |                       |
| --------------------- | ---------------------- | -------------------------- | --------------------- | --------------------- |
| 1r                    | Sam Welsford           | Red Bull-Bora-Hansgrohe    | 3h 26' 28"            |                       |
| 2n                    | Matthew Brennan        | Team Visma \| Lease a Bike | + 4"                  |                       |
| 3r                    | Zac Marriage           | UniSA-Australia            | + 5"                  |                       |
| 4t                    | Matthew Walls          | Groupama-FDJ               | + 6"                  |                       |
| 5è                    | Bastien Tronchon       | Decathlon-AG2R La Mondiale | + 7"                  |                       |
| 6è                    | Fergus Browning        | UniSA-Australia            | + 7"                  |                       |
| 7è                    | Jhonatan Narváez Prado | UAE Team Emirates XRG      | + 9"                  |                       |
| 8è                    | Tim Torn Teutenberg    | Lidl-Trek                  | + 10"                 |                       |
| 9è                    | Ben Swift              | Ineos Grenadiers           | + 10"                 |                       |
| 10è                   | Simon Dehairs          | Alpecin-Deceuninck         | + 10"                 |                       |

### Etapa 2
22 gener 2025 — Tanunda a Tanunda, 128.8 km

| \| Classificació de l'etapa \| Classificació de l'etapa \| Classificació de l'etapa \| Classificació de l'etapa \| Classificació de l'etapa \| \| Corredor \| Corredor \| Equip \| Temps \| \| \| ------------------------ \| ------------------------ \| ------------------------ \| ------------------------ \| ------------------------ \| \| 1r \| Sam Welsford \| Red Bull-Bora-Hansgrohe \| 3h 01' 22" \| \| \| 2n \| Arne Marit \| Intermarché-Wanty \| + 0" \| \| \| 3r \| Bryan Coquard \| Cofidis \| + 0" \| \| \| 4t \| Tim Torn Teutenberg \| Lidl-Trek \| + 0" \| \| \| 5è \| Tobias Lund Andresen \| Team Picnic-PostNL \| + 0" \| \| \| 6è \| Henri Uhlig \| Alpecin-Deceuninck \| + 0" \| \| \| 7è \| Samuel Watson \| Ineos Grenadiers \| + 0" \| \| \| 8è \| Corbin Strong \| Israel-Premier Tech \| + 0" \| \| \| 9è \| Alexis Renard \| Cofidis \| + 0" \| \| \| 10è \| Matthew Walls \| Groupama-FDJ \| + 0" \| \| |                      |                         |            |
| |                      |                         |            |
| Font: ProCyclingStats |                      |                         |            |
| Classificació de l'etapa |                      |                         |            |
| Corredor | Corredor             | Equip                   | Temps      |
| 1r | Sam Welsford         | Red Bull-Bora-Hansgrohe | 3h 01' 22" |
| 2n | Arne Marit           | Intermarché-Wanty       | + 0"       |
| 3r | Bryan Coquard        | Cofidis                 | + 0"       |
| 4t | Tim Torn Teutenberg  | Lidl-Trek               | + 0"       |
| 5è | Tobias Lund Andresen | Team Picnic-PostNL      | + 0"       |
| 6è | Henri Uhlig          | Alpecin-Deceuninck      | + 0"       |
| 7è | Samuel Watson        | Ineos Grenadiers        | + 0"       |
| 8è | Corbin Strong        | Israel-Premier Tech     | + 0"       |
| 9è | Alexis Renard        | Cofidis                 | + 0"       |
| 10è | Matthew Walls        | Groupama-FDJ            | + 0"       |

| Classificació de l'etapa | Classificació de l'etapa | Classificació de l'etapa | Classificació de l'etapa | Classificació de l'etapa |
| Corredor                 | Corredor                 | Equip                    | Temps                    |                          |
| ------------------------ | ------------------------ | ------------------------ | ------------------------ | ------------------------ |
| 1r                       | Sam Welsford             | Red Bull-Bora-Hansgrohe  | 3h 01' 22"               |                          |
| 2n                       | Arne Marit               | Intermarché-Wanty        | + 0"                     |                          |
| 3r                       | Bryan Coquard            | Cofidis                  | + 0"                     |                          |
| 4t                       | Tim Torn Teutenberg      | Lidl-Trek                | + 0"                     |                          |
| 5è                       | Tobias Lund Andresen     | Team Picnic-PostNL       | + 0"                     |                          |
| 6è                       | Henri Uhlig              | Alpecin-Deceuninck       | + 0"                     |                          |
| 7è                       | Samuel Watson            | Ineos Grenadiers         | + 0"                     |                          |
| 8è                       | Corbin Strong            | Israel-Premier Tech      | + 0"                     |                          |
| 9è                       | Alexis Renard            | Cofidis                  | + 0"                     |                          |
| 10è                      | Matthew Walls            | Groupama-FDJ             | + 0"                     |                          |

| \| Classificació general \| Classificació general \| Classificació general \| Classificació general \| Classificació general \| \| Corredor \| Corredor \| Equip \| Temps \| \| \| --------------------- \| --------------------- \| -------------------------- \| --------------------- \| --------------------- \| \| 1r \| Sam Welsford \| Red Bull-Bora-Hansgrohe \| 6h 27' 40" \| \| \| 2n \| Arne Marit \| Intermarché-Wanty \| + 14" \| \| \| 3r \| Matthew Brennan \| Team Visma \\| Lease a Bike \| + 14" \| \| \| 4t \| Patrick Konrad \| Lidl-Trek \| + 15" \| \| \| 5è \| Georg Zimmermann \| Intermarché-Wanty \| + 15" \| \| \| 6è \| Zac Marriage \| UniSA-Australia \| + 15" \| \| \| 7è \| Fergus Browning \| UniSA-Australia \| + 15" \| \| \| 8è \| Matthew Walls \| Groupama-FDJ \| + 16" \| \| \| 9è \| Bryan Coquard \| Cofidis \| + 16" \| \| \| 10è \| Bastien Tronchon \| Decathlon-AG2R La Mondiale \| + 16" \| \| |                  |                            |            |
| |                  |                            |            |
| Font: ProCyclingStats |                  |                            |            |
| Classificació general |                  |                            |            |
| Corredor | Corredor         | Equip                      | Temps      |
| 1r | Sam Welsford     | Red Bull-Bora-Hansgrohe    | 6h 27' 40" |
| 2n | Arne Marit       | Intermarché-Wanty          | + 14"      |
| 3r | Matthew Brennan  | Team Visma \| Lease a Bike | + 14"      |
| 4t | Patrick Konrad   | Lidl-Trek                  | + 15"      |
| 5è | Georg Zimmermann | Intermarché-Wanty          | + 15"      |
| 6è | Zac Marriage     | UniSA-Australia            | + 15"      |
| 7è | Fergus Browning  | UniSA-Australia            | + 15"      |
| 8è | Matthew Walls    | Groupama-FDJ               | + 16"      |
| 9è | Bryan Coquard    | Cofidis                    | + 16"      |
| 10è | Bastien Tronchon | Decathlon-AG2R La Mondiale | + 16"      |

| Classificació general | Classificació general | Classificació general      | Classificació general | Classificació general |
| Corredor              | Corredor              | Equip                      | Temps                 |                       |
| --------------------- | --------------------- | -------------------------- | --------------------- | --------------------- |
| 1r                    | Sam Welsford          | Red Bull-Bora-Hansgrohe    | 6h 27' 40"            |                       |
| 2n                    | Arne Marit            | Intermarché-Wanty          | + 14"                 |                       |
| 3r                    | Matthew Brennan       | Team Visma \| Lease a Bike | + 14"                 |                       |
| 4t                    | Patrick Konrad        | Lidl-Trek                  | + 15"                 |                       |
| 5è                    | Georg Zimmermann      | Intermarché-Wanty          | + 15"                 |                       |
| 6è                    | Zac Marriage          | UniSA-Australia            | + 15"                 |                       |
| 7è                    | Fergus Browning       | UniSA-Australia            | + 15"                 |                       |
| 8è                    | Matthew Walls         | Groupama-FDJ               | + 16"                 |                       |
| 9è                    | Bryan Coquard         | Cofidis                    | + 16"                 |                       |
| 10è                   | Bastien Tronchon      | Decathlon-AG2R La Mondiale | + 16"                 |                       |

### Etapa 3
23 gener 2025 — Norwood a Uraidla, 147.5 km

| \| Classificació de l'etapa \| Classificació de l'etapa \| Classificació de l'etapa \| Classificació de l'etapa \| Classificació de l'etapa \| \| Corredor \| Corredor \| Equip \| Temps \| \| \| ------------------------ \| ------------------------ \| -------------------------- \| ------------------------ \| ------------------------ \| \| 1r \| Javier Romo \| Movistar Team \| 3h 46' 01" \| \| \| 2n \| Jhonatan Narváez Prado \| UAE Team Emirates XRG \| + 5" \| \| \| 3r \| Finn Fisher-Black \| Red Bull-Bora-Hansgrohe \| + 5" \| \| \| 4t \| Albert Withen Philipsen \| Lidl-Trek \| + 5" \| \| \| 5è \| Thomas Gloag \| Team Visma \\| Lease a Bike \| + 5" \| \| \| 6è \| Patrick Konrad \| Lidl-Trek \| + 5" \| \| \| 7è \| Andrea Bagioli \| Lidl-Trek \| + 5" \| \| \| 8è \| Bastien Tronchon \| Decathlon-AG2R La Mondiale \| + 5" \| \| \| 9è \| Rémy Rochas \| Groupama-FDJ \| + 5" \| \| \| 10è \| Magnus Sheffield \| Ineos Grenadiers \| + 5" \| \| |                         |                            |            |
| |                         |                            |            |
| Font: ProCyclingStats |                         |                            |            |
| Classificació de l'etapa |                         |                            |            |
| Corredor | Corredor                | Equip                      | Temps      |
| 1r | Javier Romo             | Movistar Team              | 3h 46' 01" |
| 2n | Jhonatan Narváez Prado  | UAE Team Emirates XRG      | + 5"       |
| 3r | Finn Fisher-Black       | Red Bull-Bora-Hansgrohe    | + 5"       |
| 4t | Albert Withen Philipsen | Lidl-Trek                  | + 5"       |
| 5è | Thomas Gloag            | Team Visma \| Lease a Bike | + 5"       |
| 6è | Patrick Konrad          | Lidl-Trek                  | + 5"       |
| 7è | Andrea Bagioli          | Lidl-Trek                  | + 5"       |
| 8è | Bastien Tronchon        | Decathlon-AG2R La Mondiale | + 5"       |
| 9è | Rémy Rochas             | Groupama-FDJ               | + 5"       |
| 10è | Magnus Sheffield        | Ineos Grenadiers           | + 5"       |

| Classificació de l'etapa | Classificació de l'etapa | Classificació de l'etapa   | Classificació de l'etapa | Classificació de l'etapa |
| Corredor                 | Corredor                 | Equip                      | Temps                    |                          |
| ------------------------ | ------------------------ | -------------------------- | ------------------------ | ------------------------ |
| 1r                       | Javier Romo              | Movistar Team              | 3h 46' 01"               |                          |
| 2n                       | Jhonatan Narváez Prado   | UAE Team Emirates XRG      | + 5"                     |                          |
| 3r                       | Finn Fisher-Black        | Red Bull-Bora-Hansgrohe    | + 5"                     |                          |
| 4t                       | Albert Withen Philipsen  | Lidl-Trek                  | + 5"                     |                          |
| 5è                       | Thomas Gloag             | Team Visma \| Lease a Bike | + 5"                     |                          |
| 6è                       | Patrick Konrad           | Lidl-Trek                  | + 5"                     |                          |
| 7è                       | Andrea Bagioli           | Lidl-Trek                  | + 5"                     |                          |
| 8è                       | Bastien Tronchon         | Decathlon-AG2R La Mondiale | + 5"                     |                          |
| 9è                       | Rémy Rochas              | Groupama-FDJ               | + 5"                     |                          |
| 10è                      | Magnus Sheffield         | Ineos Grenadiers           | + 5"                     |                          |

| \| Classificació general \| Classificació general \| Classificació general \| Classificació general \| Classificació general \| \| Corredor \| Corredor \| Equip \| Temps \| \| \| --------------------- \| ----------------------- \| -------------------------- \| --------------------- \| --------------------- \| \| 1r \| Javier Romo \| Movistar Team \| 10h 13' 51" \| \| \| 2n \| Jhonatan Narváez Prado \| UAE Team Emirates XRG \| + 8" \| \| \| 3r \| Patrick Konrad \| Lidl-Trek \| + 10" \| \| \| 4t \| Finn Fisher-Black \| Red Bull-Bora-Hansgrohe \| + 10" \| \| \| 5è \| Bastien Tronchon \| Decathlon-AG2R La Mondiale \| + 12" \| \| \| 6è \| Magnus Sheffield \| Ineos Grenadiers \| + 15" \| \| \| 7è \| Albert Withen Philipsen \| Lidl-Trek \| + 15" \| \| \| 8è \| Jay Vine \| UAE Team Emirates XRG \| + 15" \| \| \| 9è \| Chris Harper \| Team Jayco AlUla \| + 15" \| \| \| 10è \| Andrea Bagioli \| Lidl-Trek \| + 15" \| \| |                         |                            |             |
| |                         |                            |             |
| Font: ProCyclingStats |                         |                            |             |
| Classificació general |                         |                            |             |
| Corredor | Corredor                | Equip                      | Temps       |
| 1r | Javier Romo             | Movistar Team              | 10h 13' 51" |
| 2n | Jhonatan Narváez Prado  | UAE Team Emirates XRG      | + 8"        |
| 3r | Patrick Konrad          | Lidl-Trek                  | + 10"       |
| 4t | Finn Fisher-Black       | Red Bull-Bora-Hansgrohe    | + 10"       |
| 5è | Bastien Tronchon        | Decathlon-AG2R La Mondiale | + 12"       |
| 6è | Magnus Sheffield        | Ineos Grenadiers           | + 15"       |
| 7è | Albert Withen Philipsen | Lidl-Trek                  | + 15"       |
| 8è | Jay Vine                | UAE Team Emirates XRG      | + 15"       |
| 9è | Chris Harper            | Team Jayco AlUla           | + 15"       |
| 10è | Andrea Bagioli          | Lidl-Trek                  | + 15"       |

| Classificació general | Classificació general   | Classificació general      | Classificació general | Classificació general |
| Corredor              | Corredor                | Equip                      | Temps                 |                       |
| --------------------- | ----------------------- | -------------------------- | --------------------- | --------------------- |
| 1r                    | Javier Romo             | Movistar Team              | 10h 13' 51"           |                       |
| 2n                    | Jhonatan Narváez Prado  | UAE Team Emirates XRG      | + 8"                  |                       |
| 3r                    | Patrick Konrad          | Lidl-Trek                  | + 10"                 |                       |
| 4t                    | Finn Fisher-Black       | Red Bull-Bora-Hansgrohe    | + 10"                 |                       |
| 5è                    | Bastien Tronchon        | Decathlon-AG2R La Mondiale | + 12"                 |                       |
| 6è                    | Magnus Sheffield        | Ineos Grenadiers           | + 15"                 |                       |
| 7è                    | Albert Withen Philipsen | Lidl-Trek                  | + 15"                 |                       |
| 8è                    | Jay Vine                | UAE Team Emirates XRG      | + 15"                 |                       |
| 9è                    | Chris Harper            | Team Jayco AlUla           | + 15"                 |                       |
| 10è                   | Andrea Bagioli          | Lidl-Trek                  | + 15"                 |                       |

### Etapa 4
24 gener 2025 — Glenelg a Victor Harbor, 157.2 km

| \| Classificació de l'etapa \| Classificació de l'etapa \| Classificació de l'etapa \| Classificació de l'etapa \| Classificació de l'etapa \| \| Corredor \| Corredor \| Equip \| Temps \| \| \| ------------------------ \| ------------------------ \| -------------------------- \| ------------------------ \| ------------------------ \| \| 1r \| Bryan Coquard \| Cofidis \| 3h 55' 15" \| \| \| 2n \| Phil Bauhaus \| Bahrain Victorious \| + 0" \| \| \| 3r \| Jhonatan Narváez Prado \| UAE Team Emirates XRG \| + 0" \| \| \| 4t \| Liam Walsh \| UniSA-Australia \| + 0" \| \| \| 5è \| Samuel Watson \| Ineos Grenadiers \| + 0" \| \| \| 6è \| Tobias Lund Andresen \| Team Picnic-PostNL \| + 0" \| \| \| 7è \| Corbin Strong \| Israel-Premier Tech \| + 0" \| \| \| 8è \| Tim Torn Teutenberg \| Lidl-Trek \| + 0" \| \| \| 9è \| Henri Uhlig \| Alpecin-Deceuninck \| + 0" \| \| \| 10è \| Dorian Godon \| Decathlon-AG2R La Mondiale \| + 0" \| \| |                        |                            |            |
| |                        |                            |            |
| Font: ProCyclingStats |                        |                            |            |
| Classificació de l'etapa |                        |                            |            |
| Corredor | Corredor               | Equip                      | Temps      |
| 1r | Bryan Coquard          | Cofidis                    | 3h 55' 15" |
| 2n | Phil Bauhaus           | Bahrain Victorious         | + 0"       |
| 3r | Jhonatan Narváez Prado | UAE Team Emirates XRG      | + 0"       |
| 4t | Liam Walsh             | UniSA-Australia            | + 0"       |
| 5è | Samuel Watson          | Ineos Grenadiers           | + 0"       |
| 6è | Tobias Lund Andresen   | Team Picnic-PostNL         | + 0"       |
| 7è | Corbin Strong          | Israel-Premier Tech        | + 0"       |
| 8è | Tim Torn Teutenberg    | Lidl-Trek                  | + 0"       |
| 9è | Henri Uhlig            | Alpecin-Deceuninck         | + 0"       |
| 10è | Dorian Godon           | Decathlon-AG2R La Mondiale | + 0"       |

| Classificació de l'etapa | Classificació de l'etapa | Classificació de l'etapa   | Classificació de l'etapa | Classificació de l'etapa |
| Corredor                 | Corredor                 | Equip                      | Temps                    |                          |
| ------------------------ | ------------------------ | -------------------------- | ------------------------ | ------------------------ |
| 1r                       | Bryan Coquard            | Cofidis                    | 3h 55' 15"               |                          |
| 2n                       | Phil Bauhaus             | Bahrain Victorious         | + 0"                     |                          |
| 3r                       | Jhonatan Narváez Prado   | UAE Team Emirates XRG      | + 0"                     |                          |
| 4t                       | Liam Walsh               | UniSA-Australia            | + 0"                     |                          |
| 5è                       | Samuel Watson            | Ineos Grenadiers           | + 0"                     |                          |
| 6è                       | Tobias Lund Andresen     | Team Picnic-PostNL         | + 0"                     |                          |
| 7è                       | Corbin Strong            | Israel-Premier Tech        | + 0"                     |                          |
| 8è                       | Tim Torn Teutenberg      | Lidl-Trek                  | + 0"                     |                          |
| 9è                       | Henri Uhlig              | Alpecin-Deceuninck         | + 0"                     |                          |
| 10è                      | Dorian Godon             | Decathlon-AG2R La Mondiale | + 0"                     |                          |

| \| Classificació general \| Classificació general \| Classificació general \| Classificació general \| Classificació general \| \| Corredor \| Corredor \| Equip \| Temps \| \| \| --------------------- \| ----------------------- \| -------------------------- \| --------------------- \| --------------------- \| \| 1r \| Javier Romo \| Movistar Team \| 14h 09' 06" \| \| \| 2n \| Jhonatan Narváez Prado \| UAE Team Emirates XRG \| + 4" \| \| \| 3r \| Patrick Konrad \| Lidl-Trek \| + 10" \| \| \| 4t \| Finn Fisher-Black \| Red Bull-Bora-Hansgrohe \| + 10" \| \| \| 5è \| Bastien Tronchon \| Decathlon-AG2R La Mondiale \| + 12" \| \| \| 6è \| Magnus Sheffield \| Ineos Grenadiers \| + 15" \| \| \| 7è \| Albert Withen Philipsen \| Lidl-Trek \| + 15" \| \| \| 8è \| Jay Vine \| UAE Team Emirates XRG \| + 15" \| \| \| 9è \| Rémy Rochas \| Groupama-FDJ \| + 15" \| \| \| 10è \| Chris Harper \| Team Jayco AlUla \| + 15" \| \| |                         |                            |             |
| |                         |                            |             |
| Font: ProCyclingStats |                         |                            |             |
| Classificació general |                         |                            |             |
| Corredor | Corredor                | Equip                      | Temps       |
| 1r | Javier Romo             | Movistar Team              | 14h 09' 06" |
| 2n | Jhonatan Narváez Prado  | UAE Team Emirates XRG      | + 4"        |
| 3r | Patrick Konrad          | Lidl-Trek                  | + 10"       |
| 4t | Finn Fisher-Black       | Red Bull-Bora-Hansgrohe    | + 10"       |
| 5è | Bastien Tronchon        | Decathlon-AG2R La Mondiale | + 12"       |
| 6è | Magnus Sheffield        | Ineos Grenadiers           | + 15"       |
| 7è | Albert Withen Philipsen | Lidl-Trek                  | + 15"       |
| 8è | Jay Vine                | UAE Team Emirates XRG      | + 15"       |
| 9è | Rémy Rochas             | Groupama-FDJ               | + 15"       |
| 10è | Chris Harper            | Team Jayco AlUla           | + 15"       |

| Classificació general | Classificació general   | Classificació general      | Classificació general | Classificació general |
| Corredor              | Corredor                | Equip                      | Temps                 |                       |
| --------------------- | ----------------------- | -------------------------- | --------------------- | --------------------- |
| 1r                    | Javier Romo             | Movistar Team              | 14h 09' 06"           |                       |
| 2n                    | Jhonatan Narváez Prado  | UAE Team Emirates XRG      | + 4"                  |                       |
| 3r                    | Patrick Konrad          | Lidl-Trek                  | + 10"                 |                       |
| 4t                    | Finn Fisher-Black       | Red Bull-Bora-Hansgrohe    | + 10"                 |                       |
| 5è                    | Bastien Tronchon        | Decathlon-AG2R La Mondiale | + 12"                 |                       |
| 6è                    | Magnus Sheffield        | Ineos Grenadiers           | + 15"                 |                       |
| 7è                    | Albert Withen Philipsen | Lidl-Trek                  | + 15"                 |                       |
| 8è                    | Jay Vine                | UAE Team Emirates XRG      | + 15"                 |                       |
| 9è                    | Rémy Rochas             | Groupama-FDJ               | + 15"                 |                       |
| 10è                   | Chris Harper            | Team Jayco AlUla           | + 15"                 |                       |

### Etapa 5
25 gener 2025 — McLaren Vale a Willunga Hill, 145.7 km
| \| Classificació de l'etapa \| Classificació de l'etapa \| Classificació de l'etapa \| Classificació de l'etapa \| Classificació de l'etapa \| \| Corredor \| Corredor \| Equip \| Temps \| \| \| ------------------------ \| ------------------------ \| -------------------------- \| ------------------------ \| ------------------------ \| \| 1r \| Jhonatan Narváez Prado \| UAE Team Emirates XRG \| 3h 17' 02" \| \| \| 2n \| Oscar Onley \| Team Picnic-PostNL \| + 0" \| \| \| 3r \| Finn Fisher-Black \| Red Bull-Bora-Hansgrohe \| + 0" \| \| \| 4t \| Lucas Plapp \| Team Jayco AlUla \| + 3" \| \| \| 5è \| Javier Romo \| Movistar Team \| + 3" \| \| \| 6è \| Michael Woods \| Israel-Premier Tech \| + 6" \| \| \| 7è \| Thomas Gloag \| Team Visma \\| Lease a Bike \| + 6" \| \| \| 8è \| Magnus Sheffield \| Ineos Grenadiers \| + 6" \| \| \| 9è \| Bastien Tronchon \| Decathlon-AG2R La Mondiale \| + 6" \| \| \| 10è \| Patrick Konrad \| Lidl-Trek \| + 15" \| \| |                        |                            |            |
| |                        |                            |            |
| Font: ProCyclingStats |                        |                            |            |
| Classificació de l'etapa |                        |                            |            |
| Corredor | Corredor               | Equip                      | Temps      |
| 1r | Jhonatan Narváez Prado | UAE Team Emirates XRG      | 3h 17' 02" |
| 2n | Oscar Onley            | Team Picnic-PostNL         | + 0"       |
| 3r | Finn Fisher-Black      | Red Bull-Bora-Hansgrohe    | + 0"       |
| 4t | Lucas Plapp            | Team Jayco AlUla           | + 3"       |
| 5è | Javier Romo            | Movistar Team              | + 3"       |
| 6è | Michael Woods          | Israel-Premier Tech        | + 6"       |
| 7è | Thomas Gloag           | Team Visma \| Lease a Bike | + 6"       |
| 8è | Magnus Sheffield       | Ineos Grenadiers           | + 6"       |
| 9è | Bastien Tronchon       | Decathlon-AG2R La Mondiale | + 6"       |
| 10è | Patrick Konrad         | Lidl-Trek                  | + 15"      |

| Classificació de l'etapa | Classificació de l'etapa | Classificació de l'etapa   | Classificació de l'etapa | Classificació de l'etapa |
| Corredor                 | Corredor                 | Equip                      | Temps                    |                          |
| ------------------------ | ------------------------ | -------------------------- | ------------------------ | ------------------------ |
| 1r                       | Jhonatan Narváez Prado   | UAE Team Emirates XRG      | 3h 17' 02"               |                          |
| 2n                       | Oscar Onley              | Team Picnic-PostNL         | + 0"                     |                          |
| 3r                       | Finn Fisher-Black        | Red Bull-Bora-Hansgrohe    | + 0"                     |                          |
| 4t                       | Lucas Plapp              | Team Jayco AlUla           | + 3"                     |                          |
| 5è                       | Javier Romo              | Movistar Team              | + 3"                     |                          |
| 6è                       | Michael Woods            | Israel-Premier Tech        | + 6"                     |                          |
| 7è                       | Thomas Gloag             | Team Visma \| Lease a Bike | + 6"                     |                          |
| 8è                       | Magnus Sheffield         | Ineos Grenadiers           | + 6"                     |                          |
| 9è                       | Bastien Tronchon         | Decathlon-AG2R La Mondiale | + 6"                     |                          |
| 10è                      | Patrick Konrad           | Lidl-Trek                  | + 15"                    |                          |

| \| Classificació general \| Classificació general \| Classificació general \| Classificació general \| Classificació general \| \| Corredor \| Corredor \| Equip \| Temps \| \| \| --------------------- \| ---------------------- \| -------------------------- \| --------------------- \| --------------------- \| \| 1r \| Jhonatan Narváez Prado \| UAE Team Emirates XRG \| 17h 26' 02" \| \| \| 2n \| Javier Romo \| Movistar Team \| + 9" \| \| \| 3r \| Finn Fisher-Black \| Red Bull-Bora-Hansgrohe \| + 12" \| \| \| 4t \| Oscar Onley \| Team Picnic-PostNL \| + 15" \| \| \| 5è \| Bastien Tronchon \| Decathlon-AG2R La Mondiale \| + 24" \| \| \| 6è \| Lucas Plapp \| Team Jayco AlUla \| + 24" \| \| \| 7è \| Magnus Sheffield \| Ineos Grenadiers \| + 27" \| \| \| 8è \| Thomas Gloag \| Team Visma \\| Lease a Bike \| + 27" \| \| \| 9è \| Patrick Konrad \| Lidl-Trek \| + 31" \| \| \| 10è \| Michael Woods \| Israel-Premier Tech \| + 47" \| \| |                        |                            |             |
| |                        |                            |             |
| Font: ProCyclingStats |                        |                            |             |
| Classificació general |                        |                            |             |
| Corredor | Corredor               | Equip                      | Temps       |
| 1r | Jhonatan Narváez Prado | UAE Team Emirates XRG      | 17h 26' 02" |
| 2n | Javier Romo            | Movistar Team              | + 9"        |
| 3r | Finn Fisher-Black      | Red Bull-Bora-Hansgrohe    | + 12"       |
| 4t | Oscar Onley            | Team Picnic-PostNL         | + 15"       |
| 5è | Bastien Tronchon       | Decathlon-AG2R La Mondiale | + 24"       |
| 6è | Lucas Plapp            | Team Jayco AlUla           | + 24"       |
| 7è | Magnus Sheffield       | Ineos Grenadiers           | + 27"       |
| 8è | Thomas Gloag           | Team Visma \| Lease a Bike | + 27"       |
| 9è | Patrick Konrad         | Lidl-Trek                  | + 31"       |
| 10è | Michael Woods          | Israel-Premier Tech        | + 47"       |

| Classificació general | Classificació general  | Classificació general      | Classificació general | Classificació general |
| Corredor              | Corredor               | Equip                      | Temps                 |                       |
| --------------------- | ---------------------- | -------------------------- | --------------------- | --------------------- |
| 1r                    | Jhonatan Narváez Prado | UAE Team Emirates XRG      | 17h 26' 02"           |                       |
| 2n                    | Javier Romo            | Movistar Team              | + 9"                  |                       |
| 3r                    | Finn Fisher-Black      | Red Bull-Bora-Hansgrohe    | + 12"                 |                       |
| 4t                    | Oscar Onley            | Team Picnic-PostNL         | + 15"                 |                       |
| 5è                    | Bastien Tronchon       | Decathlon-AG2R La Mondiale | + 24"                 |                       |
| 6è                    | Lucas Plapp            | Team Jayco AlUla           | + 24"                 |                       |
| 7è                    | Magnus Sheffield       | Ineos Grenadiers           | + 27"                 |                       |
| 8è                    | Thomas Gloag           | Team Visma \| Lease a Bike | + 27"                 |                       |
| 9è                    | Patrick Konrad         | Lidl-Trek                  | + 31"                 |                       |
| 10è                   | Michael Woods          | Israel-Premier Tech        | + 47"                 |                       |

### Etapa 6
26 gener 2025 — Adelaide a Adelaide, 90 km
| \| Classificació de l'etapa \| Classificació de l'etapa \| Classificació de l'etapa \| Classificació de l'etapa \| Classificació de l'etapa \| \| Corredor \| Corredor \| Equip \| Temps \| \| \| ------------------------ \| ------------------------ \| ------------------------ \| ------------------------ \| ------------------------ \| \| 1r \| Sam Welsford \| Red Bull-Bora-Hansgrohe \| 1h 53' 14" \| \| \| 2n \| Bryan Coquard \| Cofidis \| + 0" \| \| \| 3r \| Phil Bauhaus \| Bahrain Victorious \| + 0" \| \| \| 4t \| Rui Oliveira \| UAE Team Emirates XRG \| + 0" \| \| \| 5è \| Danny van Poppel \| Red Bull-Bora-Hansgrohe \| + 0" \| \| \| 6è \| Henri Uhlig \| Alpecin-Deceuninck \| + 0" \| \| \| 7è \| Tobias Lund Andresen \| Team Picnic-PostNL \| + 0" \| \| \| 8è \| Tim Torn Teutenberg \| Lidl-Trek \| + 0" \| \| \| 9è \| Matthew Walls \| Groupama-FDJ \| + 0" \| \| \| 10è \| Andrea Raccagni Noviero \| Soudal Quick-Step \| + 0" \| \| |                         |                         |            |
| |                         |                         |            |
| Font: ProCyclingStats |                         |                         |            |
| Classificació de l'etapa |                         |                         |            |
| Corredor | Corredor                | Equip                   | Temps      |
| 1r | Sam Welsford            | Red Bull-Bora-Hansgrohe | 1h 53' 14" |
| 2n | Bryan Coquard           | Cofidis                 | + 0"       |
| 3r | Phil Bauhaus            | Bahrain Victorious      | + 0"       |
| 4t | Rui Oliveira            | UAE Team Emirates XRG   | + 0"       |
| 5è | Danny van Poppel        | Red Bull-Bora-Hansgrohe | + 0"       |
| 6è | Henri Uhlig             | Alpecin-Deceuninck      | + 0"       |
| 7è | Tobias Lund Andresen    | Team Picnic-PostNL      | + 0"       |
| 8è | Tim Torn Teutenberg     | Lidl-Trek               | + 0"       |
| 9è | Matthew Walls           | Groupama-FDJ            | + 0"       |
| 10è | Andrea Raccagni Noviero | Soudal Quick-Step       | + 0"       |

| Classificació de l'etapa | Classificació de l'etapa | Classificació de l'etapa | Classificació de l'etapa | Classificació de l'etapa |
| Corredor                 | Corredor                 | Equip                    | Temps                    |                          |
| ------------------------ | ------------------------ | ------------------------ | ------------------------ | ------------------------ |
| 1r                       | Sam Welsford             | Red Bull-Bora-Hansgrohe  | 1h 53' 14"               |                          |
| 2n                       | Bryan Coquard            | Cofidis                  | + 0"                     |                          |
| 3r                       | Phil Bauhaus             | Bahrain Victorious       | + 0"                     |                          |
| 4t                       | Rui Oliveira             | UAE Team Emirates XRG    | + 0"                     |                          |
| 5è                       | Danny van Poppel         | Red Bull-Bora-Hansgrohe  | + 0"                     |                          |
| 6è                       | Henri Uhlig              | Alpecin-Deceuninck       | + 0"                     |                          |
| 7è                       | Tobias Lund Andresen     | Team Picnic-PostNL       | + 0"                     |                          |
| 8è                       | Tim Torn Teutenberg      | Lidl-Trek                | + 0"                     |                          |
| 9è                       | Matthew Walls            | Groupama-FDJ             | + 0"                     |                          |
| 10è                      | Andrea Raccagni Noviero  | Soudal Quick-Step        | + 0"                     |                          |

| \| Classificació general \| Classificació general \| Classificació general \| Classificació general \| Classificació general \| \| Corredor \| Corredor \| Equip \| Temps \| \| \| --------------------- \| --------------------- \| --------------------- \| --------------------- \| --------------------- \| |          |       |       |
| |          |       |       |
| Font: ProCyclingStats |          |       |       |
| Classificació general |          |       |       |
| Corredor | Corredor | Equip | Temps |

| Classificació general | Classificació general | Classificació general | Classificació general | Classificació general |
| Corredor              | Corredor              | Equip                 | Temps                 |                       |
| --------------------- | --------------------- | --------------------- | --------------------- | --------------------- |

## Classificacions finals

### Classificació general
| \| Classificació general \| Classificació general \| Classificació general \| Classificació general \| Classificació general \| \| Corredor \| Corredor \| Equip \| Temps \| \| \| --------------------- \| ---------------------- \| -------------------------- \| --------------------- \| --------------------- \| \| 1r \| Jhonatan Narváez Prado \| UAE Team Emirates XRG \| 19h 19' 16" \| \| \| 2n \| Javier Romo \| Movistar Team \| + 9" \| \| \| 3r \| Finn Fisher-Black \| Red Bull-Bora-Hansgrohe \| + 12" \| \| \| 4t \| Oscar Onley \| Team Picnic-PostNL \| + 15" \| \| \| 5è \| Bastien Tronchon \| Decathlon-AG2R La Mondiale \| + 24" \| \| \| 6è \| Lucas Plapp \| Team Jayco AlUla \| + 24" \| \| \| 7è \| Magnus Sheffield \| Ineos Grenadiers \| + 27" \| \| \| 8è \| Thomas Gloag \| Team Visma \\| Lease a Bike \| + 27" \| \| \| 9è \| Patrick Konrad \| Lidl-Trek \| + 31" \| \| \| 10è \| Michael Woods \| Israel-Premier Tech \| + 47" \| \| |                        |                            |             |
| |                        |                            |             |
| Font: ProCyclingStats |                        |                            |             |
| Classificació general |                        |                            |             |
| Corredor | Corredor               | Equip                      | Temps       |
| 1r | Jhonatan Narváez Prado | UAE Team Emirates XRG      | 19h 19' 16" |
| 2n | Javier Romo            | Movistar Team              | + 9"        |
| 3r | Finn Fisher-Black      | Red Bull-Bora-Hansgrohe    | + 12"       |
| 4t | Oscar Onley            | Team Picnic-PostNL         | + 15"       |
| 5è | Bastien Tronchon       | Decathlon-AG2R La Mondiale | + 24"       |
| 6è | Lucas Plapp            | Team Jayco AlUla           | + 24"       |
| 7è | Magnus Sheffield       | Ineos Grenadiers           | + 27"       |
| 8è | Thomas Gloag           | Team Visma \| Lease a Bike | + 27"       |
| 9è | Patrick Konrad         | Lidl-Trek                  | + 31"       |
| 10è | Michael Woods          | Israel-Premier Tech        | + 47"       |

## Classificacions secundàries
| Classificació de la muntanya | Classificació de la muntanya | Classificació de la muntanya | Classificació de la muntanya | Classificació de la muntanya |
| Corredor                     | Corredor                     | Equip                        | Punts                        |                              |
| ---------------------------- | ---------------------------- | ---------------------------- | ---------------------------- | ---------------------------- |
| 1r                           | Fergus Browning              | UniSA-Australia              | 58 pts                       |                              |
| 2n                           | Mauro Schmid                 | Team Jayco AlUla             | 27 pts                       |                              |
| 3r                           | Jhonatan Narváez Prado       | UAE Team Emirates XRG        | 16 pts                       |                              |
| 4t                           | Chris Harper                 | Team Jayco AlUla             | 16 pts                       |                              |
| 5è                           | Javier Romo                  | Movistar Team                | 15 pts                       |                              |
| 6è                           | Zac Marriage                 | UniSA-Australia              | 15 pts                       |                              |
| 7è                           | Damien Howson                | UniSA-Australia              | 11 pts                       |                              |
| 8è                           | Finn Fisher-Black            | Red Bull-Bora-Hansgrohe      | 11 pts                       |                              |
| 9è                           | Rémy Rochas                  | Groupama-FDJ                 | 10 pts                       |                              |
| 10è                          | Patrick Konrad               | Lidl-Trek                    | 10 pts                       |                              |

| Classificació de la muntanya | Classificació de la muntanya | Classificació de la muntanya | Classificació de la muntanya | Classificació de la muntanya |
| Corredor                     | Corredor                     | Equip                        | Punts                        |                              |
| ---------------------------- | ---------------------------- | ---------------------------- | ---------------------------- | ---------------------------- |
| 1r                           | Fergus Browning              | UniSA-Australia              | 58 pts                       |                              |
| 2n                           | Mauro Schmid                 | Team Jayco AlUla             | 27 pts                       |                              |
| 3r                           | Jhonatan Narváez Prado       | UAE Team Emirates XRG        | 16 pts                       |                              |
| 4t                           | Chris Harper                 | Team Jayco AlUla             | 16 pts                       |                              |
| 5è                           | Javier Romo                  | Movistar Team                | 15 pts                       |                              |
| 6è                           | Zac Marriage                 | UniSA-Australia              | 15 pts                       |                              |
| 7è                           | Damien Howson                | UniSA-Australia              | 11 pts                       |                              |
| 8è                           | Finn Fisher-Black            | Red Bull-Bora-Hansgrohe      | 11 pts                       |                              |
| 9è                           | Rémy Rochas                  | Groupama-FDJ                 | 10 pts                       |                              |
| 10è                          | Patrick Konrad               | Lidl-Trek                    | 10 pts                       |                              |

| Classificació per punts | Classificació per punts | Classificació per punts | Classificació per punts | Classificació per punts |
| Corredor                | Corredor                | Equip                   | Punts                   |                         |
| ----------------------- | ----------------------- | ----------------------- | ----------------------- | ----------------------- |
| 1r                      | Sam Welsford            | Red Bull-Bora-Hansgrohe | 90 pts                  |                         |
| 2n                      | Bryan Coquard           | Cofidis                 | 70 pts                  |                         |
| 3r                      | Phil Bauhaus            | Bahrain Victorious      | 61 pts                  |                         |
| 4t                      | Jhonatan Narváez Prado  | UAE Team Emirates XRG   | 60 pts                  |                         |
| 5è                      | Tim Torn Teutenberg     | Lidl-Trek               | 60 pts                  |                         |
| 6è                      | Tobias Lund Andresen    | Team Picnic-PostNL      | 50 pts                  |                         |
| 7è                      | Henri Uhlig             | Alpecin-Deceuninck      | 43 pts                  |                         |
| 8è                      | Corbin Strong           | Israel-Premier Tech     | 42 pts                  |                         |
| 9è                      | Matthew Walls           | Groupama-FDJ            | 38 pts                  |                         |
| 10è                     | Javier Romo             | Movistar Team           | 31 pts                  |                         |

| Classificació per punts | Classificació per punts | Classificació per punts | Classificació per punts | Classificació per punts |
| Corredor                | Corredor                | Equip                   | Punts                   |                         |
| ----------------------- | ----------------------- | ----------------------- | ----------------------- | ----------------------- |
| 1r                      | Sam Welsford            | Red Bull-Bora-Hansgrohe | 90 pts                  |                         |
| 2n                      | Bryan Coquard           | Cofidis                 | 70 pts                  |                         |
| 3r                      | Phil Bauhaus            | Bahrain Victorious      | 61 pts                  |                         |
| 4t                      | Jhonatan Narváez Prado  | UAE Team Emirates XRG   | 60 pts                  |                         |
| 5è                      | Tim Torn Teutenberg     | Lidl-Trek               | 60 pts                  |                         |
| 6è                      | Tobias Lund Andresen    | Team Picnic-PostNL      | 50 pts                  |                         |
| 7è                      | Henri Uhlig             | Alpecin-Deceuninck      | 43 pts                  |                         |
| 8è                      | Corbin Strong           | Israel-Premier Tech     | 42 pts                  |                         |
| 9è                      | Matthew Walls           | Groupama-FDJ            | 38 pts                  |                         |
| 10è                     | Javier Romo             | Movistar Team           | 31 pts                  |                         |

| Classificació del millor jove | Classificació del millor jove | Classificació del millor jove | Classificació del millor jove | Classificació del millor jove |
| Corredor                      | Corredor                      | Equip                         | Temps                         |                               |
| ----------------------------- | ----------------------------- | ----------------------------- | ----------------------------- | ----------------------------- |
| 1r                            | Albert Withen Philipsen       | Lidl-Trek                     | 19h 20' 25"                   |                               |
| 2n                            | Zac Marriage                  | UniSA-Australia               | + 15"                         |                               |
| 3r                            | Pablo Torres Muiño            | Interpro Cycling Academy      | + 20"                         |                               |
| 4t                            | Lukas Nerurkar                | EF Education-EasyPost         | + 1' 41"                      |                               |
| 5è                            | Menno Huising                 | Team Visma \| Lease a Bike    | + 3' 07"                      |                               |
| 6è                            | Tijmen Graat                  | Team Visma \| Lease a Bike    | + 4' 33"                      |                               |
| 7è                            | Fergus Browning               | UniSA-Australia               | + 4' 52"                      |                               |
| 8è                            | Matthew Brennan               | Team Visma \| Lease a Bike    | + 5' 27"                      |                               |
| 9è                            | Bjoern Koerdt                 | Team Picnic-PostNL            | + 5' 33"                      |                               |
| 10è                           | Diego Pescador                | Movistar Team                 | + 11' 17"                     |                               |

| Classificació del millor jove | Classificació del millor jove | Classificació del millor jove | Classificació del millor jove | Classificació del millor jove |
| Corredor                      | Corredor                      | Equip                         | Temps                         |                               |
| ----------------------------- | ----------------------------- | ----------------------------- | ----------------------------- | ----------------------------- |
| 1r                            | Albert Withen Philipsen       | Lidl-Trek                     | 19h 20' 25"                   |                               |
| 2n                            | Zac Marriage                  | UniSA-Australia               | + 15"                         |                               |
| 3r                            | Pablo Torres Muiño            | Interpro Cycling Academy      | + 20"                         |                               |
| 4t                            | Lukas Nerurkar                | EF Education-EasyPost         | + 1' 41"                      |                               |
| 5è                            | Menno Huising                 | Team Visma \| Lease a Bike    | + 3' 07"                      |                               |
| 6è                            | Tijmen Graat                  | Team Visma \| Lease a Bike    | + 4' 33"                      |                               |
| 7è                            | Fergus Browning               | UniSA-Australia               | + 4' 52"                      |                               |
| 8è                            | Matthew Brennan               | Team Visma \| Lease a Bike    | + 5' 27"                      |                               |
| 9è                            | Bjoern Koerdt                 | Team Picnic-PostNL            | + 5' 33"                      |                               |
| 10è                           | Diego Pescador                | Movistar Team                 | + 11' 17"                     |                               |

| Classificació per equips | Classificació per equips        | Classificació per equips | Classificació per equips |
| Equip                    | Equip                           | Temps                    |                          |
| ------------------------ | ------------------------------- | ------------------------ | ------------------------ |
| 1r                       | Lidl-Trek                       | 58h 00' 34"              |                          |
| 2n                       | UAE Team Emirates XRG           | + 2"                     |                          |
| 3r                       | Israel-Premier Tech             | + 1' 50"                 |                          |
| 4t                       | Team Jayco AlUla                | + 4' 58"                 |                          |
| 5è                       | Groupama-FDJ                    | + 5' 22"                 |                          |
| 6è                       | UniSA-Australia                 | + 6' 01"                 |                          |
| 7è                       | Decathlon AG2R La Mondiale Team | + 6' 12"                 |                          |
| 8è                       | Team Visma \| Lease a Bike      | + 6' 13"                 |                          |
| 9è                       | Arkéa-B&B Hotels                | + 8' 26"                 |                          |
| 10è                      | Movistar Team                   | + 9' 08"                 |                          |

| Classificació per equips | Classificació per equips        | Classificació per equips | Classificació per equips |
| Equip                    | Equip                           | Temps                    |                          |
| ------------------------ | ------------------------------- | ------------------------ | ------------------------ |
| 1r                       | Lidl-Trek                       | 58h 00' 34"              |                          |
| 2n                       | UAE Team Emirates XRG           | + 2"                     |                          |
| 3r                       | Israel-Premier Tech             | + 1' 50"                 |                          |
| 4t                       | Team Jayco AlUla                | + 4' 58"                 |                          |
| 5è                       | Groupama-FDJ                    | + 5' 22"                 |                          |
| 6è                       | UniSA-Australia                 | + 6' 01"                 |                          |
| 7è                       | Decathlon AG2R La Mondiale Team | + 6' 12"                 |                          |
| 8è                       | Team Visma \| Lease a Bike      | + 6' 13"                 |                          |
| 9è                       | Arkéa-B&B Hotels                | + 8' 26"                 |                          |
| 10è                      | Movistar Team                   | + 9' 08"                 |                          |

## Evolució de les classificacions
| Etapa    |                         | Vencedor _             | Classificació general  | Punts        | Muntanya        | Joves                   | Equip _            |
| -------- | ----------------------- | ---------------------- | ---------------------- | ------------ | --------------- | ----------------------- | ------------------ |
| 1a etapa | etapa plana             | Sam Welsford           | Sam Welsford           | Sam Welsford | Fergus Browning | Matthew Brennan         | Alpecin-Deceuninck |
| 2a etapa | etapa accidentada       | Sam Welsford           | Sam Welsford           | Sam Welsford | Fergus Browning | Matthew Brennan         | Alpecin-Deceuninck |
| 3a etapa | etapa accidentada       | Javier Romo            | Javier Romo            | Sam Welsford | Fergus Browning | Albert Withen Philipsen | Lidl-Trek          |
| 4a etapa | etapa plana             | Bryan Coquard          | Javier Romo            | Sam Welsford | Fergus Browning | Albert Withen Philipsen | Lidl-Trek          |
| 5a etapa | etapa de mitja muntanya | Jhonatan Narváez Prado | Jhonatan Narváez Prado | Sam Welsford | Fergus Browning | Albert Withen Philipsen | Lidl-Trek          |
| 6a etapa | etapa plana             | Sam Welsford           | Jhonatan Narváez Prado | Sam Welsford | Fergus Browning | Albert Withen Philipsen | Lidl-Trek          |
| Final    | Final                   |                        | Jhonatan Narváez Prado | Sam Welsford | Fergus Browning | Albert Withen Philipsen | Lidl-Trek          |

## Participants
| Israel-Premier Tech IPT | Israel-Premier Tech IPT | Israel-Premier Tech IPT |
| ----------------------- | ----------------------- | ----------------------- |
| Núm                     | Ciclista                | Pos                     |
| 1                       | Stephen Williams (GBR)  | 53è                     |
| 2                       | George Bennett (NZL)    | 30è                     |
| 3                       | Simon Clarke (AUS)      | 106è                    |
| 4                       | Pier-André Côté (CAN)   | 104è                    |
| 5                       | Nick Schultz (AUS)      | 81è                     |
| 6                       | Corbin Strong (NZL)     | 21è                     |
| 7                       | Michael Woods (CAN)     | 10è                     |

| Team Jayco AlUla JAY | Team Jayco AlUla JAY        | Team Jayco AlUla JAY |
| -------------------- | --------------------------- | -------------------- |
| Núm                  | Ciclista                    | Pos                  |
| 11                   | Lucas Plapp (AUS)           | 6è                   |
| 12                   | Luke Durbridge (AUS) (ruta) | 121è                 |
| 13                   | Chris Harper (AUS)          | 14è                  |
| 14                   | Michael Hepburn (AUS)       | 127è                 |
| 15                   | Kelland O'Brien (AUS)       | 73è                  |
| 16                   | Mauro Schmid (SUI) (ruta)   | 40è                  |
| 17                   | Campbell Stewart (NZL)      | 122è                 |

| Bahrain Victorious TBV | Bahrain Victorious TBV   | Bahrain Victorious TBV |
| ---------------------- | ------------------------ | ---------------------- |
| Núm                    | Ciclista                 | Pos                    |
| 21                     | Phil Bauhaus (GER)       | 102è                   |
| 22                     | Nikias Arndt (GER)       | 101è                   |
| 23                     | Roman Ermakov (RUS)      | 79è                    |
| 24                     | Afonso Eulálio (POR)     | 15è                    |
| 25                     | Mathijs Paasschens (NED) | 82è                    |
| 26                     | Daniel Skerl (ITA)       | 131è                   |
| 27                     | Robert Stannard (AUS)    | 57è                    |

| UAE Team Emirates XRG UAD | UAE Team Emirates XRG UAD           | UAE Team Emirates XRG UAD |
| ------------------------- | ----------------------------------- | ------------------------- |
| Núm                       | Ciclista                            | Pos                       |
| 31                        | Jay Vine (AUS)                      | 11è                       |
| 32                        | Rune Herregodts (BEL)               | 117è                      |
| 33                        | Julius Johansen (DEN)               | 120è                      |
| 34                        | Jhonatan Narváez Prado (ECU) (ruta) | 1r                        |
| 35                        | Rui Oliveira (POR)                  | 98è                       |
| 36                        | Marc Soler i Giménez (ESP)          | 90è                       |
| 37                        | Pablo Torres (ESP)                  | 22è                       |

| Soudal Quick-Step SOQ | Soudal Quick-Step SOQ         | Soudal Quick-Step SOQ |
| --------------------- | ----------------------------- | --------------------- |
| Núm                   | Ciclista                      | Pos                   |
| 41                    | Pascal Eenkhoorn (NED)        | 86è                   |
| 42                    | Pieter Serry (BEL)            | 72è                   |
| 43                    | Andrea Raccagni Noviero (ITA) | 108è                  |
| 44                    | Casper Pedersen (DEN)         | 69è                   |
| 45                    | Antoine Huby (FRA)            | 54è                   |
| 46                    | James Knox (GBR)              | 124è                  |
| 47                    | Junior Lecerf (BEL)           | 20è                   |

| Decathlon-AG2R La Mondiale DAT | Decathlon-AG2R La Mondiale DAT | Decathlon-AG2R La Mondiale DAT |
| ------------------------------ | ------------------------------ | ------------------------------ |
| Núm                            | Ciclista                       | Pos                            |
| 51                             | Paul Lapeira (FRA) (ruta)      | 49è                            |
| 52                             | Geoffrey Bouchard (FRA)        | 87è                            |
| 53                             | Dorian Godon (FRA)             | 43è                            |
| 54                             | Noa Isidore (FRA)              | 110è                           |
| 55                             | Jordan Labrosse (FRA)          | 56è                            |
| 56                             | Bastien Tronchon (FRA)         | 5è                             |
| 57                             | Andrea Vendrame (ITA)          | 75è                            |

| Intermarché-Wanty IWA | Intermarché-Wanty IWA    | Intermarché-Wanty IWA |
| --------------------- | ------------------------ | --------------------- |
| Núm                   | Ciclista                 | Pos                   |
| 61                    | Francesco Busatto (ITA)  | 74è                   |
| 62                    | Dries De Pooter (BEL)    | 36è                   |
| 63                    | Arne Marit (BEL)         | 105è                  |
| 64                    | Tom Paquot (BEL)         | 133è                  |
| 65                    | Dion Smith (NZL)         | 48è                   |
| 66                    | Taco van der Hoorn (NED) | 134è                  |
| 67                    | Georg Zimmermann (GER)   | 18è                   |

| Ineos Grenadiers IGD | Ineos Grenadiers IGD     | Ineos Grenadiers IGD |
| -------------------- | ------------------------ | -------------------- |
| Núm                  | Ciclista                 | Pos                  |
| 71                   | Lucas Hamilton (AUS)     | 65è                  |
| 72                   | Michał Kwiatkowski (POL) | 52è                  |
| 73                   | Magnus Sheffield (USA)   | 7è                   |
| 74                   | Ben Swift (GBR)          | 78è                  |
| 75                   | Connor Swift (GBR)       | 66è                  |
| 76                   | Geraint Thomas (GBR)     | 129è                 |
| 77                   | Samuel Watson (GBR)      | 77è                  |

| Red Bull-Bora-Hansgrohe RBH | Red Bull-Bora-Hansgrohe RBH | Red Bull-Bora-Hansgrohe RBH |
| --------------------------- | --------------------------- | --------------------------- |
| Núm                         | Ciclista                    | Pos                         |
| 81                          | Sam Welsford (AUS)          | 114è                        |
| 82                          | Finn Fisher-Black (NZL)     | 3r                          |
| 83                          | Filip Maciejuk (POL)        | 118è                        |
| 84                          | Ryan Mullen (IRL)           | 126è                        |
| 85                          | Laurence Pithie (NZL)       | 63è                         |
| 86                          | Danny van Poppel (NED)      | 84è                         |
| 87                          | Ben Zwiehoff (GER)          | 35è                         |

| Team Picnic-PostNL TPP | Team Picnic-PostNL TPP     | Team Picnic-PostNL TPP |
| ---------------------- | -------------------------- | ---------------------- |
| Núm                    | Ciclista                   | Pos                    |
| 91                     | Tobias Lund Andresen (DEN) | 88è                    |
| 92                     | Julius van den Berg (NED)  | 109è                   |
| 93                     | Patrick Eddy (AUS)         | 97è                    |
| 94                     | Alexander Edmondson (AUS)  | 96è                    |
| 95                     | Gijs Leemreize (NED)       | 50è                    |
| 96                     | Oscar Onley (GBR)          | 4t                     |
| 97                     | Bjoern Koerdt (GBR)        | 44è                    |

| Cofidis COF | Cofidis COF                 | Cofidis COF |
| ----------- | --------------------------- | ----------- |
| Núm         | Ciclista                    | Pos         |
| 101         | Bryan Coquard (FRA)         | 89è         |
| 102         | Jesús Herrada López (ESP)   | 51è         |
| 103         | Ion Izagirre Insausti (ESP) | 25è         |
| 104         | Nolann Mahoudo (FRA)        | 116è        |
| 105         | Jan Maas (NED)              | 113è        |
| 106         | Paul Ourselin (FRA)         | 60è         |
| 107         | Alexis Renard (FRA)         | 91è         |

| Arkéa-B&B Hotels ARK | Arkéa-B&B Hotels ARK            | Arkéa-B&B Hotels ARK |
| -------------------- | ------------------------------- | -------------------- |
| Núm                  | Ciclista                        | Pos                  |
| 111                  | Cristián Rodríguez Martín (ESP) | 29è                  |
| 112                  | Giosuè Epis (ITA)               | 99è                  |
| 113                  | Donavan Grondin (FRA)           | 119è                 |
| 114                  | Louis Rouland (FRA)             | 76è                  |
| 115                  | Miles Scotson (AUS)             | NP-1                 |
| 116                  | Martin Tjøtta (NOR)             | 45è                  |
| 117                  | Alessandro Verre (ITA)          | 37è                  |

| Movistar Team MOV | Movistar Team MOV                 | Movistar Team MOV |
| ----------------- | --------------------------------- | ----------------- |
| Núm               | Ciclista                          | Pos               |
| 121               | Carlos Canal Blanco (ESP)         | 46è               |
| 122               | Manlio Moro (ITA)                 | NP-1              |
| 123               | Gregor Mühlberger (AUT)           | 103è              |
| 124               | Mathias Norsgaard Jørgensen (DEN) | 123è              |
| 125               | Diego Pescador (COL)              | 68è               |
| 126               | Natnael Tesfatsion (ERI) (ruta)   | 33è               |
| 127               | Javier Romo (ESP)                 | 2n                |

| Team Visma \| Lease a Bike TVL | Team Visma \| Lease a Bike TVL | Team Visma \| Lease a Bike TVL |
| ------------------------------ | ------------------------------ | ------------------------------ |
| Núm                            | Ciclista                       | Pos                            |
| 131                            | Dylan van Baarle (NED)         | NP-2                           |
| 132                            | Loe van Belle (NED)            | DNF-5                          |
| 133                            | Matthew Brennan (GBR)          | 42è                            |
| 134                            | Thomas Gloag (GBR)             | 8è                             |
| 135                            | Tijmen Graat (NED)             | 38è                            |
| 136                            | Menno Huising (NED)            | 34è                            |
| 137                            | Julien Vermote (BEL)           | 128è                           |

| EF Education-EasyPost EFE | EF Education-EasyPost EFE          | EF Education-EasyPost EFE |
| ------------------------- | ---------------------------------- | ------------------------- |
| Núm                       | Ciclista                           | Pos                       |
| 141                       | Esteban Chaves Rubio (COL)         | 26è                       |
| 142                       | Yuhi Todome (JPN)                  | 107è                      |
| 143                       | Lukas Nerurkar (GBR)               | 28è                       |
| 144                       | Jardi Christiaan van der Lee (NED) | 93è                       |
| 145                       | Markel Beloki (ESP)                | 71è                       |
| 146                       | Max Walker (GBR)                   | 85è                       |
| 147                       | Alastair MacKellar (AUS)           | 58è                       |

| Alpecin-Deceuninck ADC | Alpecin-Deceuninck ADC      | Alpecin-Deceuninck ADC |
| ---------------------- | --------------------------- | ---------------------- |
| Núm                    | Ciclista                    | Pos                    |
| 151                    | Tobias Bayer (AUT)          | 83è                    |
| 152                    | Lars Boven (NED)            | 92è                    |
| 153                    | Ramses Debruyne (BEL)       | 115è                   |
| 154                    | Simon Dehairs (BEL)         | 132è                   |
| 155                    | Gal Glivar (SLO)            | 27è                    |
| 156                    | Henri Uhlig (GER)           | 62è                    |
| 157                    | Fabio Van den Bossche (BEL) | 64è                    |

| XDS Astana Team XAT | XDS Astana Team XAT          | XDS Astana Team XAT |
| ------------------- | ---------------------------- | ------------------- |
| Núm                 | Ciclista                     | Pos                 |
| 161                 | Alberto Bettiol (ITA) (ruta) | 67è                 |
| 162                 | Nicola Conci (ITA)           | 95è                 |
| 163                 | Aaron Gate (NZL) (ruta)      | 61è                 |
| 164                 | Harold Martín López (ECU)    | DNF-3               |
| 165                 | Henok Mulubrhan (ERI) (ruta) | 31è                 |
| 166                 | Ide Schelling (NED)          | 112è                |
| 167                 | Sergio Higuita García (COL)  | 23è                 |

| Lidl-Trek LTK | Lidl-Trek LTK             | Lidl-Trek LTK |
| ------------- | ------------------------- | ------------- |
| Núm           | Ciclista                  | Pos           |
| 171           | Tim Torn Teutenberg (GER) | 80è           |
| 172           | Juan Pedro López (ESP)    | DQ-6          |
| 173           | Bauke Mollema (NED)       | 13è           |
| 174           | Jacopo Mosca (ITA)        | 59è           |
| 175           | Albert Withen Philipsen   | 17è           |
| 176           | Patrick Konrad (AUT)      | 9è            |
| 177           | Andrea Bagioli (ITA)      | 24è           |

| Groupama-FDJ GFC | Groupama-FDJ GFC        | Groupama-FDJ GFC |
| ---------------- | ----------------------- | ---------------- |
| Núm              | Ciclista                | Pos              |
| 181              | Lewis Askey (GBR)       | 55è              |
| 182              | Sven Erik Bystrøm (NOR) | 47è              |
| 183              | Clément Davy (FRA)      | 70è              |
| 184              | Eddy Le Huitouze (FRA)  | 130è             |
| 185              | Quentin Pacher (FRA)    | 32è              |
| 186              | Rémy Rochas (FRA)       | 12è              |
| 187              | Matthew Walls (GBR)     | 94è              |

| UniSA-Australia AUS | UniSA-Australia AUS   | UniSA-Australia AUS |
| ------------------- | --------------------- | ------------------- |
| Núm                 | Ciclista              | Pos                 |
| 191                 | Damien Howson (AUS)   | 41è                 |
| 192                 | Cameron Scott (AUS)   | 111è                |
| 193                 | Zac Marriage (AUS)    | 19è                 |
| 194                 | Fergus Browning (AUS) | 39è                 |
| 195                 | Rudy Porter (AUS)     | 16è                 |
| 196                 | Oliver Bleddyn (AUS)  | 100è                |
| 197                 | Liam Walsh (AUS)      | 125è                |

| Israel-Premier Tech IPT | Israel-Premier Tech IPT | Israel-Premier Tech IPT |
| ----------------------- | ----------------------- | ----------------------- |
| Núm                     | Ciclista                | Pos                     |
| 1                       | Stephen Williams (GBR)  | 53è                     |
| 2                       | George Bennett (NZL)    | 30è                     |
| 3                       | Simon Clarke (AUS)      | 106è                    |
| 4                       | Pier-André Côté (CAN)   | 104è                    |
| 5                       | Nick Schultz (AUS)      | 81è                     |
| 6                       | Corbin Strong (NZL)     | 21è                     |
| 7                       | Michael Woods (CAN)     | 10è                     |

| Team Jayco AlUla JAY | Team Jayco AlUla JAY        | Team Jayco AlUla JAY |
| -------------------- | --------------------------- | -------------------- |
| Núm                  | Ciclista                    | Pos                  |
| 11                   | Lucas Plapp (AUS)           | 6è                   |
| 12                   | Luke Durbridge (AUS) (ruta) | 121è                 |
| 13                   | Chris Harper (AUS)          | 14è                  |
| 14                   | Michael Hepburn (AUS)       | 127è                 |
| 15                   | Kelland O'Brien (AUS)       | 73è                  |
| 16                   | Mauro Schmid (SUI) (ruta)   | 40è                  |
| 17                   | Campbell Stewart (NZL)      | 122è                 |

| Bahrain Victorious TBV | Bahrain Victorious TBV   | Bahrain Victorious TBV |
| ---------------------- | ------------------------ | ---------------------- |
| Núm                    | Ciclista                 | Pos                    |
| 21                     | Phil Bauhaus (GER)       | 102è                   |
| 22                     | Nikias Arndt (GER)       | 101è                   |
| 23                     | Roman Ermakov (RUS)      | 79è                    |
| 24                     | Afonso Eulálio (POR)     | 15è                    |
| 25                     | Mathijs Paasschens (NED) | 82è                    |
| 26                     | Daniel Skerl (ITA)       | 131è                   |
| 27                     | Robert Stannard (AUS)    | 57è                    |

| UAE Team Emirates XRG UAD | UAE Team Emirates XRG UAD           | UAE Team Emirates XRG UAD |
| ------------------------- | ----------------------------------- | ------------------------- |
| Núm                       | Ciclista                            | Pos                       |
| 31                        | Jay Vine (AUS)                      | 11è                       |
| 32                        | Rune Herregodts (BEL)               | 117è                      |
| 33                        | Julius Johansen (DEN)               | 120è                      |
| 34                        | Jhonatan Narváez Prado (ECU) (ruta) | 1r                        |
| 35                        | Rui Oliveira (POR)                  | 98è                       |
| 36                        | Marc Soler i Giménez (ESP)          | 90è                       |
| 37                        | Pablo Torres (ESP)                  | 22è                       |

| Soudal Quick-Step SOQ | Soudal Quick-Step SOQ         | Soudal Quick-Step SOQ |
| --------------------- | ----------------------------- | --------------------- |
| Núm                   | Ciclista                      | Pos                   |
| 41                    | Pascal Eenkhoorn (NED)        | 86è                   |
| 42                    | Pieter Serry (BEL)            | 72è                   |
| 43                    | Andrea Raccagni Noviero (ITA) | 108è                  |
| 44                    | Casper Pedersen (DEN)         | 69è                   |
| 45                    | Antoine Huby (FRA)            | 54è                   |
| 46                    | James Knox (GBR)              | 124è                  |
| 47                    | Junior Lecerf (BEL)           | 20è                   |

| Decathlon-AG2R La Mondiale DAT | Decathlon-AG2R La Mondiale DAT | Decathlon-AG2R La Mondiale DAT |
| ------------------------------ | ------------------------------ | ------------------------------ |
| Núm                            | Ciclista                       | Pos                            |
| 51                             | Paul Lapeira (FRA) (ruta)      | 49è                            |
| 52                             | Geoffrey Bouchard (FRA)        | 87è                            |
| 53                             | Dorian Godon (FRA)             | 43è                            |
| 54                             | Noa Isidore (FRA)              | 110è                           |
| 55                             | Jordan Labrosse (FRA)          | 56è                            |
| 56                             | Bastien Tronchon (FRA)         | 5è                             |
| 57                             | Andrea Vendrame (ITA)          | 75è                            |

| Intermarché-Wanty IWA | Intermarché-Wanty IWA    | Intermarché-Wanty IWA |
| --------------------- | ------------------------ | --------------------- |
| Núm                   | Ciclista                 | Pos                   |
| 61                    | Francesco Busatto (ITA)  | 74è                   |
| 62                    | Dries De Pooter (BEL)    | 36è                   |
| 63                    | Arne Marit (BEL)         | 105è                  |
| 64                    | Tom Paquot (BEL)         | 133è                  |
| 65                    | Dion Smith (NZL)         | 48è                   |
| 66                    | Taco van der Hoorn (NED) | 134è                  |
| 67                    | Georg Zimmermann (GER)   | 18è                   |

| Ineos Grenadiers IGD | Ineos Grenadiers IGD     | Ineos Grenadiers IGD |
| -------------------- | ------------------------ | -------------------- |
| Núm                  | Ciclista                 | Pos                  |
| 71                   | Lucas Hamilton (AUS)     | 65è                  |
| 72                   | Michał Kwiatkowski (POL) | 52è                  |
| 73                   | Magnus Sheffield (USA)   | 7è                   |
| 74                   | Ben Swift (GBR)          | 78è                  |
| 75                   | Connor Swift (GBR)       | 66è                  |
| 76                   | Geraint Thomas (GBR)     | 129è                 |
| 77                   | Samuel Watson (GBR)      | 77è                  |

| Red Bull-Bora-Hansgrohe RBH | Red Bull-Bora-Hansgrohe RBH | Red Bull-Bora-Hansgrohe RBH |
| --------------------------- | --------------------------- | --------------------------- |
| Núm                         | Ciclista                    | Pos                         |
| 81                          | Sam Welsford (AUS)          | 114è                        |
| 82                          | Finn Fisher-Black (NZL)     | 3r                          |
| 83                          | Filip Maciejuk (POL)        | 118è                        |
| 84                          | Ryan Mullen (IRL)           | 126è                        |
| 85                          | Laurence Pithie (NZL)       | 63è                         |
| 86                          | Danny van Poppel (NED)      | 84è                         |
| 87                          | Ben Zwiehoff (GER)          | 35è                         |

| Team Picnic-PostNL TPP | Team Picnic-PostNL TPP     | Team Picnic-PostNL TPP |
| ---------------------- | -------------------------- | ---------------------- |
| Núm                    | Ciclista                   | Pos                    |
| 91                     | Tobias Lund Andresen (DEN) | 88è                    |
| 92                     | Julius van den Berg (NED)  | 109è                   |
| 93                     | Patrick Eddy (AUS)         | 97è                    |
| 94                     | Alexander Edmondson (AUS)  | 96è                    |
| 95                     | Gijs Leemreize (NED)       | 50è                    |
| 96                     | Oscar Onley (GBR)          | 4t                     |
| 97                     | Bjoern Koerdt (GBR)        | 44è                    |

| Cofidis COF | Cofidis COF                 | Cofidis COF |
| ----------- | --------------------------- | ----------- |
| Núm         | Ciclista                    | Pos         |
| 101         | Bryan Coquard (FRA)         | 89è         |
| 102         | Jesús Herrada López (ESP)   | 51è         |
| 103         | Ion Izagirre Insausti (ESP) | 25è         |
| 104         | Nolann Mahoudo (FRA)        | 116è        |
| 105         | Jan Maas (NED)              | 113è        |
| 106         | Paul Ourselin (FRA)         | 60è         |
| 107         | Alexis Renard (FRA)         | 91è         |

| Arkéa-B&B Hotels ARK | Arkéa-B&B Hotels ARK            | Arkéa-B&B Hotels ARK |
| -------------------- | ------------------------------- | -------------------- |
| Núm                  | Ciclista                        | Pos                  |
| 111                  | Cristián Rodríguez Martín (ESP) | 29è                  |
| 112                  | Giosuè Epis (ITA)               | 99è                  |
| 113                  | Donavan Grondin (FRA)           | 119è                 |
| 114                  | Louis Rouland (FRA)             | 76è                  |
| 115                  | Miles Scotson (AUS)             | NP-1                 |
| 116                  | Martin Tjøtta (NOR)             | 45è                  |
| 117                  | Alessandro Verre (ITA)          | 37è                  |

| Movistar Team MOV | Movistar Team MOV                 | Movistar Team MOV |
| ----------------- | --------------------------------- | ----------------- |
| Núm               | Ciclista                          | Pos               |
| 121               | Carlos Canal Blanco (ESP)         | 46è               |
| 122               | Manlio Moro (ITA)                 | NP-1              |
| 123               | Gregor Mühlberger (AUT)           | 103è              |
| 124               | Mathias Norsgaard Jørgensen (DEN) | 123è              |
| 125               | Diego Pescador (COL)              | 68è               |
| 126               | Natnael Tesfatsion (ERI) (ruta)   | 33è               |
| 127               | Javier Romo (ESP)                 | 2n                |

| Team Visma \| Lease a Bike TVL | Team Visma \| Lease a Bike TVL | Team Visma \| Lease a Bike TVL |
| ------------------------------ | ------------------------------ | ------------------------------ |
| Núm                            | Ciclista                       | Pos                            |
| 131                            | Dylan van Baarle (NED)         | NP-2                           |
| 132                            | Loe van Belle (NED)            | DNF-5                          |
| 133                            | Matthew Brennan (GBR)          | 42è                            |
| 134                            | Thomas Gloag (GBR)             | 8è                             |
| 135                            | Tijmen Graat (NED)             | 38è                            |
| 136                            | Menno Huising (NED)            | 34è                            |
| 137                            | Julien Vermote (BEL)           | 128è                           |

| EF Education-EasyPost EFE | EF Education-EasyPost EFE          | EF Education-EasyPost EFE |
| ------------------------- | ---------------------------------- | ------------------------- |
| Núm                       | Ciclista                           | Pos                       |
| 141                       | Esteban Chaves Rubio (COL)         | 26è                       |
| 142                       | Yuhi Todome (JPN)                  | 107è                      |
| 143                       | Lukas Nerurkar (GBR)               | 28è                       |
| 144                       | Jardi Christiaan van der Lee (NED) | 93è                       |
| 145                       | Markel Beloki (ESP)                | 71è                       |
| 146                       | Max Walker (GBR)                   | 85è                       |
| 147                       | Alastair MacKellar (AUS)           | 58è                       |

| Alpecin-Deceuninck ADC | Alpecin-Deceuninck ADC      | Alpecin-Deceuninck ADC |
| ---------------------- | --------------------------- | ---------------------- |
| Núm                    | Ciclista                    | Pos                    |
| 151                    | Tobias Bayer (AUT)          | 83è                    |
| 152                    | Lars Boven (NED)            | 92è                    |
| 153                    | Ramses Debruyne (BEL)       | 115è                   |
| 154                    | Simon Dehairs (BEL)         | 132è                   |
| 155                    | Gal Glivar (SLO)            | 27è                    |
| 156                    | Henri Uhlig (GER)           | 62è                    |
| 157                    | Fabio Van den Bossche (BEL) | 64è                    |

| XDS Astana Team XAT | XDS Astana Team XAT          | XDS Astana Team XAT |
| ------------------- | ---------------------------- | ------------------- |
| Núm                 | Ciclista                     | Pos                 |
| 161                 | Alberto Bettiol (ITA) (ruta) | 67è                 |
| 162                 | Nicola Conci (ITA)           | 95è                 |
| 163                 | Aaron Gate (NZL) (ruta)      | 61è                 |
| 164                 | Harold Martín López (ECU)    | DNF-3               |
| 165                 | Henok Mulubrhan (ERI) (ruta) | 31è                 |
| 166                 | Ide Schelling (NED)          | 112è                |
| 167                 | Sergio Higuita García (COL)  | 23è                 |

| Lidl-Trek LTK | Lidl-Trek LTK             | Lidl-Trek LTK |
| ------------- | ------------------------- | ------------- |
| Núm           | Ciclista                  | Pos           |
| 171           | Tim Torn Teutenberg (GER) | 80è           |
| 172           | Juan Pedro López (ESP)    | DQ-6          |
| 173           | Bauke Mollema (NED)       | 13è           |
| 174           | Jacopo Mosca (ITA)        | 59è           |
| 175           | Albert Withen Philipsen   | 17è           |
| 176           | Patrick Konrad (AUT)      | 9è            |
| 177           | Andrea Bagioli (ITA)      | 24è           |

| Groupama-FDJ GFC | Groupama-FDJ GFC        | Groupama-FDJ GFC |
| ---------------- | ----------------------- | ---------------- |
| Núm              | Ciclista                | Pos              |
| 181              | Lewis Askey (GBR)       | 55è              |
| 182              | Sven Erik Bystrøm (NOR) | 47è              |
| 183              | Clément Davy (FRA)      | 70è              |
| 184              | Eddy Le Huitouze (FRA)  | 130è             |
| 185              | Quentin Pacher (FRA)    | 32è              |
| 186              | Rémy Rochas (FRA)       | 12è              |
| 187              | Matthew Walls (GBR)     | 94è              |

| UniSA-Australia AUS | UniSA-Australia AUS   | UniSA-Australia AUS |
| ------------------- | --------------------- | ------------------- |
| Núm                 | Ciclista              | Pos                 |
| 191                 | Damien Howson (AUS)   | 41è                 |
| 192                 | Cameron Scott (AUS)   | 111è                |
| 193                 | Zac Marriage (AUS)    | 19è                 |
| 194                 | Fergus Browning (AUS) | 39è                 |
| 195                 | Rudy Porter (AUS)     | 16è                 |
| 196                 | Oliver Bleddyn (AUS)  | 100è                |
| 197                 | Liam Walsh (AUS)      | 125è                |